# Лузон (Болцано)
Лузон (итал. Luson) је насеље у Италији у округу Болцано, региону Трентино-Јужни Тирол.
Према процени из 2011. у насељу је живело 1455 становника. Насеље се налази на надморској висини од 971 м.

## Становништво
Према резултатима пописа становништва 2011. у општини је живело 1.527 становника.
| 1936. | 1951. | 1961. | 1971. | 1981. | 1991. | 2001. | 2011. |
| ----- | ----- | ----- | ----- | ----- | ----- | ----- | ----- |
| 1.254 | 1.205 | 1.390 | 1.358 | 1.366 | 1.373 | 1.455 | 1.527 |